# Arsuk
Arsuk es un pueblo en la municipalidad de Sermersooq en la Groenlandia sudoccidental (Dinamarca). Se localiza en la desembocadura del Fiordo Arsuk, hacia el que fluye el Glaciar Arsuk. Arsuk significa en groenlandés el lugar amado.

## Transporte
Arsuk es un puerto de escala en el trayecto marítimo Línea Ártica Umiaq.